# Motor

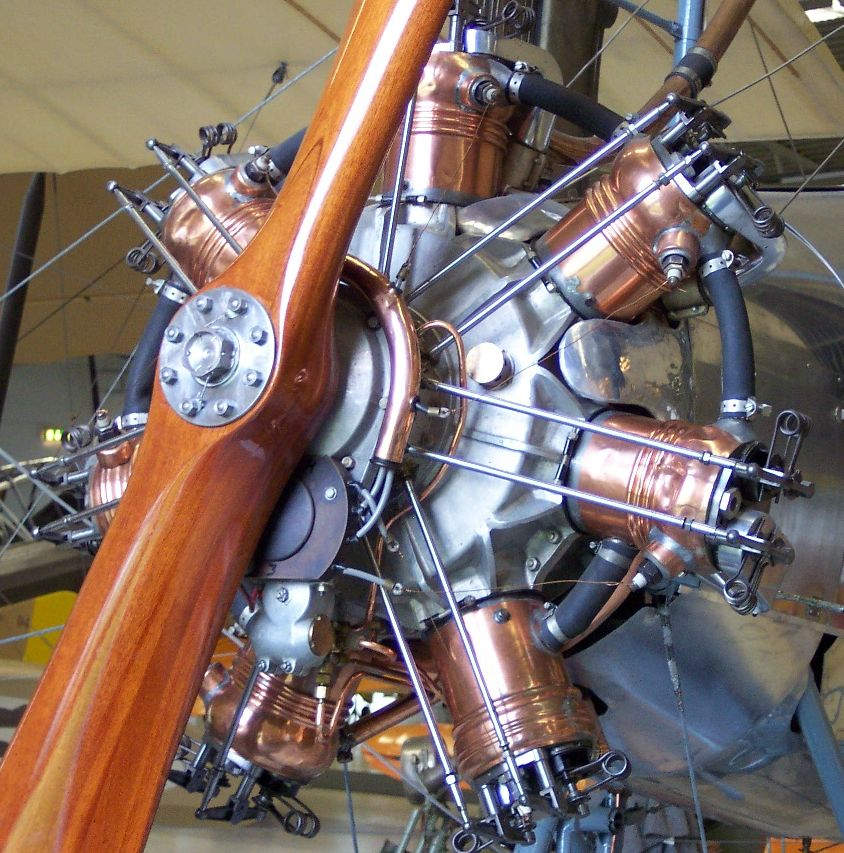
Motor de un avión de 1915, con disposición radial y refrigerado con agua

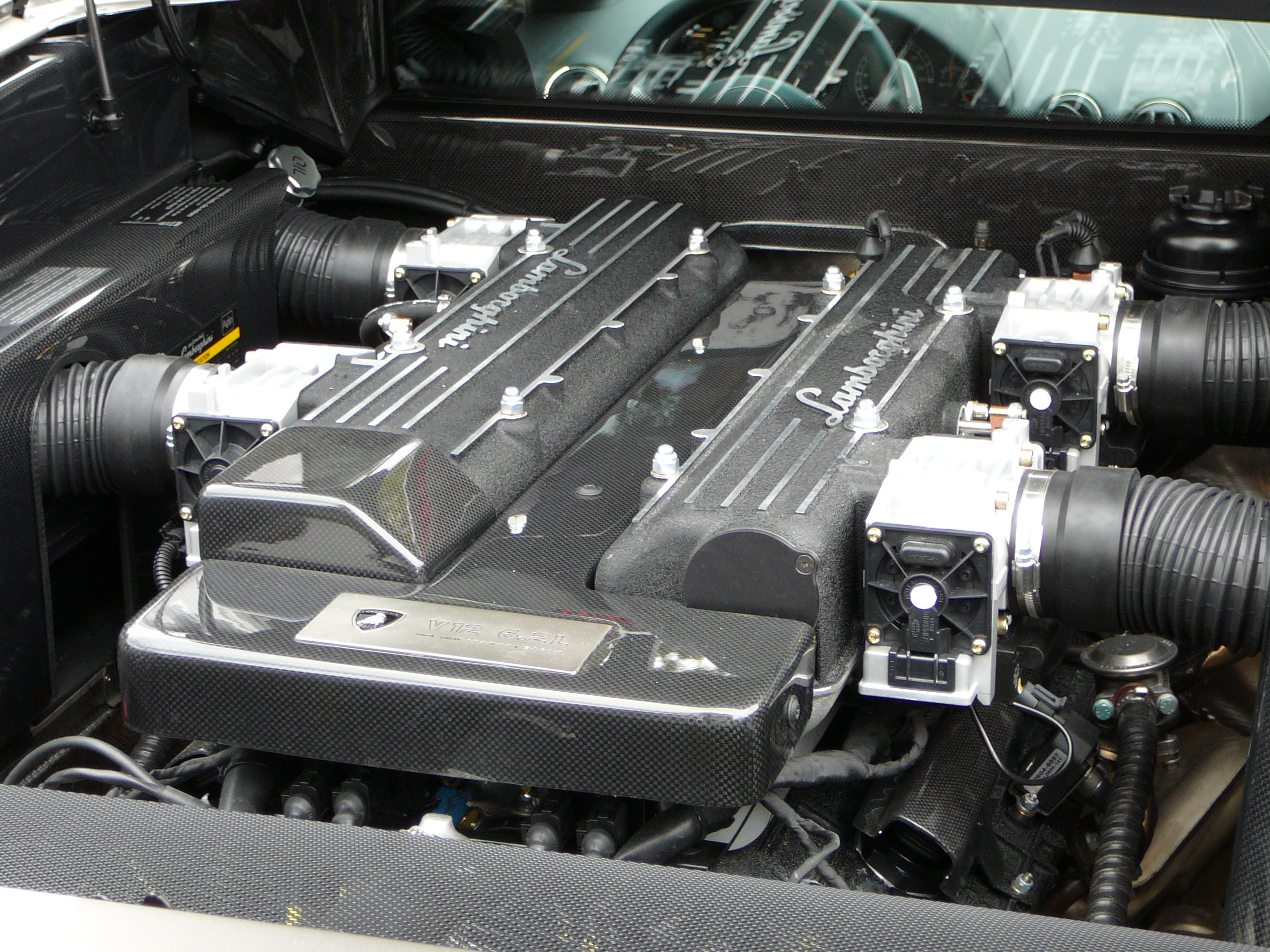
Motor V 12 de automóvil, utilizado en un Lamborghini Murciélago

Un motor es la parte sistemática de una máquina capaz de hacer funcionar el sistema, transformando algún tipo de energía (eléctrica, de combustibles fósiles, etc.) en energía mecánica, capaz de realizar un trabajo. En los automóviles, este efecto es una fuerza que produce el movimiento.
Existen diversos tipos, siendo de los más comunes los siguientes:
- Motores térmicos, utilizan la energía térmica de los combustibles para convertirla en energía mecánica.[3]
  - Motores de combustión interna, son motores térmicos en los cuales se produce una combustión del fluido del motor, transformando su energía química en energía térmica, a partir de la cual se obtiene energía mecánica. El fluido motor antes de iniciar la combustión es una mezcla de un comburente (como el aire) y un combustible, como los derivados del petróleo y gasolina, los del gas natural o los biocombustibles.
  - Motores de combustión externa, son motores térmicos en los cuales se produce una combustión en un fluido distinto al fluido motor. El fluido motor alcanza un estado térmico de mayor fuerza posible de llevar es mediante la transmisión de energía a través de una pared.
- Motores eléctricos, cuando el trabajo se obtiene a partir de una corriente eléctrica.[3]

En los aerogeneradores, las centrales hidroeléctricas o los reactores nucleares también se transforma algún tipo de energía en otro. Sin embargo, la palabra motor se reserva para los casos en los cuales el resultado inmediato es energía mecánica.
Los motores eléctricos utilizan la inducción electromagnética que produce la electricidad para producir movimiento, según sea la constitución del motor: núcleo con cable arrollado, sin cable arrollado, monofásico, trifásico, con imanes permanentes o sin ellos; la potencia depende del calibre del alambre, las vueltas del alambre y la tensión eléctrica aplicada.

## Terminología
La palabra motor deriva del latín motor -la raíz de la palabra latina motoris (que mueve, que produce movimiento). Las armas de guerra preindustriales, como catapultas, trebuchets y arietes, se llamaban máquina de asedios', y el conocimiento de cómo construirlas se trataba a menudo como un secreto militar.  La mayoría de los dispositivos mecánicos inventados durante la revolución industrial se describían como máquinas, siendo la máquina de vapor un ejemplo notable. Sin embargo, las máquinas de vapor originales, como las de Thomas Savery, no eran motores mecánicos sino bombas. De este modo, un camión de bomberos en su forma original no era más que una bomba de agua, y el motor era transportado hasta el incendio por caballos.
En el uso moderno, el término motor suele describir dispositivos, como las máquinas de vapor y los motores de combustión interna, que queman o consumen combustible para realizar trabajo mecánico ejerciendo un par motor o una fuerza lineal (normalmente en forma de empuje). Los dispositivos que convierten la energía térmica en movimiento suelen denominarse simplemente motores. Entre los ejemplos de motores que ejercen un par se incluyen los conocidos motores de gasolina y diésel de los automóviles, así como los turboejes. Ejemplos de motores que producen empuje son los turbofanes y los cohetes.
Cuando se inventó el motor de combustión interna, el término motor se utilizó inicialmente para distinguirlo de la máquina de vapor, que se utilizaba mucho en aquella época para propulsar locomotoras y otros vehículos como rodillos de vapor. El término motor' deriva del verbo latino moto que significa 'poner en movimiento', o 'mantener el movimiento'. Por lo tanto, un motor es un dispositivo que imparte movimiento.
Un motor térmico también puede servir como motor primario, un componente que transforma el flujo o los cambios de presión de un fluido en energía mecánica. Un automóvil propulsado por un motor de combustión interna puede hacer uso de varios motores y bombas, pero en última instancia todos estos dispositivos obtienen su energía del motor. Otra forma de verlo es que un motor recibe energía de una fuente externa, y luego la convierte en energía mecánica, mientras que un motor crea energía a partir de la presión (derivada directamente de la fuerza explosiva de la combustión u otra reacción química, o secundariamente de la acción de alguna de esas fuerzas sobre otras sustancias como el aire, el agua o el vapor).

## Historia

### Antigüedad
Máquinas simples como las mazas o los remos son prehistóricos. En la antigüedad existieron algunos motores complejos que utilizaban energía humana, animal, eólica o hidráulica. Por ejemplo, la energía humana era usada en motores simples como cabrestantes o tornos con arreglos de cuerdas y poleas. Estos motores simples eran utilizados en barcos en la Antigua Grecia o en máquina de asedio en la Antigua Roma.
Algunos autores de estas épocas como Vitruvio, Frontino y Cayo Plinio Secundo, hablaban de estas máquinas como algo común o habitual, por lo que la invención de las mismas podría remontarse a épocas aún más antiguas.
Durante el siglo I d. C., vacas y caballos fueron usados en molinos y otras máquinas similares a las que anteriormente eran accionadas por humanos.
Según Estrabón, en el siglo I a. C. un molino de agua fue construido en Kaberia durante el reino de Mitrídates. En los siguientes siglos se extendió por todo el Imperio Romano el uso de ruedas hidráulicas. Algunas de estas máquinas incluían acueductos, diques y compuertas para mantener y canalizar el agua a través de sistemas de engranajes o de ruedas dentadas hechas de madera y metal con el objetivo de regular la velocidad de rotación. Otros dispositivos sofisticados, como el mecanismo de Anticitera, usaban trenes de engranajes complejos y diales para funcionar como calendarios o predecir eventos astronómicos.
En un poema de Ausonio escrito en el siglo 4 d. C., el autor menciona una sierra para cortar piedras accionada por agua.

### Edad Media
Ingenieros musulmanes de la Edad Media utilizaron engranajes en molinos y utilizaron diques como una fuente de energía hidráulica para proveer energía adicional a molinos y otras máquinas. Estos avances tecnológicos permitieron mecanizar muchas tareas que antes eran desarrolladas por humanos.
En el año 1206, Al Jazarí utilizó un sistema biela-manivela para dos de sus máquinas.
Una turbina de vapor rudimentaria fue descrita por Taqi ad-Din en 1551 y por Giovanni Branca en 1629.
En el siglo XIII, el motor cohete sólido fue inventado en China. Algunas formas simples de motor de combustión interna fueron utilizadas en fuegos artificiales y en armas propulsoras creadas para ser empleadas en guerras.

### Revolución industrial

Animación que muestra las cuatro etapas de un motor de combustión interna de cuatro tiempos alimentado con gasolina con bujías de ignición eléctricas:
1-Alimentación (Ingreso de combustible)
2-Compresión
3-Ignición (Se quema el combustible)
4-Emisión (Se evacúan los gases).

La máquina de vapor de Watt fue el primer tipo de máquina de vapor que usaba el vapor a una presión justo por encima de la presión atmosférica para conducir el pistón ayudado por un vacío parcial. Mejorando el diseño de la máquina de vapor de Newcomen (1712), la máquina de vapor de Watt (desarrollada entre 1753 a 1775) fue un gran paso en el progreso de la máquina de vapor. Ofreciendo un extraordinario incremento en la eficiencia de combustible, el diseño de James Watt se convirtió en sinónimo de máquina de vapor, en gran parte debido a su socio comercial Matthew Boulton. Esto permitió el rápido desarrollo de fábricas semiautomáticas en una escala que antes hubiera sido inimaginable en lugares donde la energía hidráulica no estaba disponible. Desarrollos posteriores dieron lugar a las locomotoras de vapor y a una gran expansión del transporte ferroviario.
En esta época hubo numerosos grandes aportes a la historia de los motores de combustión interna, los cuales permitieron la fabricación de los motores que conocemos en la actualidad. En cuanto a los motores de pistón de combustión interna, estos fueron probados en Francia en 1807 por de Rivaz e, independientemente, por los hermanos Niépce. Teóricamente fueron avanzados por Carnot en 1824. En 1853–57 Eugenio Barsanti y Felice Matteucci inventaron y patentaron un motor que utilizaba el principio de pistón libre que posiblemente era el primer motor de 4 tiempos. La invención de un motor de combustión interna que más tarde tuvo éxito comercial fue realizada durante 1860 por Etienne Lenoir.
En 1877, el ciclo Otto fue capaz de dar un ratio de potencia a peso mucho más alto que las máquinas de vapor y funcionó mucho mejor para muchas aplicaciones de transporte como coches y aviones. El desarrollo de estos motores sigue avanzando con el paso del tiempo, convirtiéndose cada vez en máquinas más complejas y eficientes.

## Características generales
- Rendimiento: es el cociente entre la potencia útil que generan y la potencia absorbida. Habitualmente se representa con la letra griega η.
- Velocidad de poco giro o velocidad nominal: es la velocidad angular del cigüeñal, es decir, el número de revoluciones por minuto (rpm o RPM) a las que gira. Se representa por la letra n.
- Potencia: es el trabajo que el motor es capaz de realizar en la unidad de tiempo a una determinada velocidad de giro. Se mide normalmente en caballos de vapor (CV), siendo 1 CV igual a 736 vatios.
- Par motor: es el momento de rotación que actúa sobre el eje del motor y determina su giro. Se mide en kgf·m (kilogramo-fuerza metro) o lo que es lo mismo newtons-metro (N·m), siendo 1 kgf·m igual a 9,81 N·m. Hay varios tipos de pares, véanse por ejemplo el par de arranque, el par de aceleración y el par nominal.
- Estabilidad:es cuando el motor se mantiene a altas velocidades sin gastar demasiado combustible tanto como energía eléctrica en sus correspondiente tiempo que pasa el motor sin ningún defecto pero esto solo se hace en las fábricas donde se desarrolla el motor.

### Motor eléctrico
Un motor eléctrico utiliza energía eléctrica para producir energía mecánica, normalmente mediante la interacción de campos magnéticos y conductores de corriente. El proceso inverso, producir energía eléctrica a partir de energía mecánica, se realiza mediante un generador o dinamo. Los Motores de tracción utilizados en los vehículos suelen realizar ambas tareas. Los motores eléctricos pueden funcionar como generadores y viceversa, aunque esto no siempre es práctico.
Los motores eléctricos son omnipresentes y se encuentran en aplicaciones tan diversas como ventiladores industriales, sopladores y bombas, máquinas herramienta, electrodomésticos, herramientas eléctricas y discos.  Pueden funcionar con corriente continua (por ejemplo, un dispositivo portátil o un vehículo a motor alimentado por batería) o con corriente alterna procedente de una red de distribución eléctrica central. Los motores más pequeños pueden encontrarse en los relojes de pulsera eléctricos. Los motores de tamaño medio, con dimensiones y características muy estandarizadas, proporcionan una potencia mecánica adecuada para usos industriales. Los motores eléctricos más grandes se utilizan para la propulsión de grandes barcos y para compresores de oleoductos, con potencias de miles de kilovatios. Los motores eléctricos pueden clasificarse por la fuente de energía eléctrica, por su construcción interna y por su aplicación.

Diagrama de un motor eléctrico.

El principio físico de la producción de fuerza mecánica mediante la interacción de una corriente eléctrica y un campo magnético ya se conocía en 1821. A lo largo del siglo XIX se construyeron motores eléctricos cada vez más eficientes, pero su explotación comercial a gran escala requería generadores eléctricos y redes de distribución eléctrica eficientes.
Para reducir el consumo de energía eléctrica de los motores y su huella de carbono asociada, diversas autoridades reguladoras de muchos países han introducido y aplicado legislación para fomentar la fabricación y el uso de motores eléctricos de mayor eficiencia. Un motor bien diseñado puede convertir más del 90% de su energía de entrada en potencia útil durante décadas. Cuando la eficiencia de un motor aumenta aunque sea unos pocos puntos porcentuales, el ahorro en kilovatio horas (y por tanto en coste) es enorme. La eficiencia energética de un motor de inducción industrial típico puede mejorarse mediante: 
1. reducir las pérdidas eléctricas en los devanados del estator (por ejemplo, aumentando el área de la sección transversal del conductor, mejorando la técnica del devanado y utilizando materiales con mayor conductividades eléctricas, como el cobre),
2. reducir las pérdidas eléctricas en la bobina o colada del rotor (por ejemplo, utilizando materiales con mayor conductividad eléctrica, como el cobre),
3. reducir las pérdidas magnéticas utilizando acero magnético de mejor calidad,
4. mejorar la aerodinámicaa de los motores para reducir las pérdidas mecánicas,
5. mejorar los cojinetes para reducir las pérdidas por fricciónes, y
6. minimizar las tolerancias de fabricación. Para más información sobre este tema, véase Eficiencia premium).

## Emisiones / Gases de escape
Todos los motores térmicos alimentados químicamente emiten gases de escape. Los motores más limpios sólo emiten agua. Estrictamente cero emisiones significa, en general, cero emisiones distintas del agua y el vapor de agua. Sólo los motores térmicos que queman hidrógeno puro (combustible) y oxígeno puro (oxidante) alcanzan las emisiones cero según una definición estricta (en la práctica, un tipo de motor cohete). Si el hidrógeno se quema en combinación con aire (todos los motores de respiración de aire), se produce una reacción lateral entre el oxígeno atmosférico y el nitrógeno atmosférico que da lugar a pequeñas emisiones de NOx, que es adverso incluso en pequeñas cantidades. Si se quema un hidrocarburo (como alcohol o gasolina) como combustible, se emiten grandes cantidades de CO2, un potente gas de efecto invernadero. El hidrógeno y el oxígeno del aire pueden reaccionar en agua mediante una pila de combustible sin producción colateral de NOx, pero se trata de un motor de electroquímica y no de un motor térmico.

## Otros usos
En ciertas ocasiones la palabra "motor" es utilizada para referirse a entidades que desarrollan determinadas tareas y no "trabajo" en el sentido físico. Este uso es particularmente visible en informática, donde son comunes términos como motor de búsqueda, "motor SQL" o "motor de juegos". Como en muchos otros términos de la jerga informática, suele emplearse su equivalente en idioma inglés, engine, especialmente en algunos países de Latinoamérica.
También suele denominarse como motor de juego o Game Engine a una serie de rutinas de programación que permiten el diseño, la creación y la representación de un videojuego.
Como novedad, cabe citar la reutilización del motor de explosión entre otras piezas de coches como material para construir obras artísticas de alta calidad. Se trata de arte reciclado y sostenible.